# Kevrenn Brest Ar Flamm
La Kevrenn Brest Ar Flamm est un bagad, orchestre de musique bretonne, créé à Brest en 1949 par Yann Potin, au sein du patronage "La Flamme" dirigé par l'Abbé Le Rest (les premières sorties du bagad se font en tenue Scout). Le bagad est Champion de Bretagne à deux reprises, en 1958 et 1962. 
Des sonneurs du bagad fondent en 1974 le bagad Plougastell pour poursuivre l'activité musicale.

## Histoire
Liste des penn-soner :
- 1949-1951 : Yann Potin
- 1951-1954 : William Pesce
- 1954-1956 : Herri Léon
- 1956-? : Jean Soubigou
- ?-196? : Bernard Lacroix
- Yvan Ropars
- Robert Labia

Après-guerre, la culture bretonne entre en force à Brest en raison de l'arrivée massive de gens des campagnes alentour. Le bagad est né en octobre 1949 au patronage Ar-Flamm (« la flamme ») à Brest, dont la fondation remonte aux années 1920. L'Abbé Le Rest, vicaire de la paroisse du Pilier-Rouge, dirige le patronage. Yann Potin, ancien scout de France de la 3e Brest, avait appris à sonner à Paris auprès des scouts du bagad Bleimor; de retour dans la ville de son enfance, il adhère à la Kevrenn Brest Sant Mark, créée en 1947. En désaccord avec le groupe, il le quitte et décide de former un autre bagad avec quelques autres sonneurs. Sonneur de cornemuse, Yann Potin dirige la kevrenn dès la rentrée 1949. Le terme « kevrenn » est employé avec le même sens que celui de « bagad ».
À l'image des pipe bands invités chaque année pour la fête des cornemuses à Brest, la Kevrenn Brest Ar Flamm s'équipe non pas des binioù-braz utilisés par les autres bagadoù mais de cornemuses écossaises. Herri Léon, dit La Pie, Ar Big, intègre la cornemuse au bagad en 1952 et devient penn-soner de l'ensemble à l'été 1954. En septembre 1956, les syndicats de l’Éducation nationale le contraignent à quitter le patronage sous peine de perdre son poste d'instituteur.
À la fin des années 1950, Bernard Lacroix, étudiant en médecine, entre au pupitre cornemuse du bagad et en devient le penn-soner trois ans plus tard. Le compositeur Pierre-Yves Moign, créateur du Centre breton d'art populaire à Brest, est sollicité pour arranger des partitions. L'apprentissage des nouveaux airs se déroulant toujours par écrit, les cours de solfège sont suivis avec assiduité par les jeunes sonneurs.
À partir de 1954, la Kevrenn participe au championnat national des bagadoù organisé par la fédération Bodadeg ar Sonerion. Sous la direction d'Herri Leon, Ar Flamm connait une ascension rapide : en 1954, elle concourt en troisième catégorie, en 1955, en deuxième et en 1956, en première. En 1958 et en 1962 le bagad remporte le championnat, sacré Champion de Bretagne des bagadoù.
Durant les décennies 1950 et 1960, Ferdinand Querné alias Ferdy Kerne travaille seul autour du pupitre batteries, en réfléchissant sur le jeu de caisse claire et en formant des jeunes tout en militant pour une reconnaissance de son pupitre. En 1955 il impulse le développement d'une « école bretonne du tambour » et collabore avec Polig Monjarret (Bodadeg ar Sonerion), en publiant régulièrement des articles dans la revue Ar Soner, jusqu'à sortir une véritable méthode de batterie (Skol an Taboulin, 1962).
D'anciens sonneurs forment le bagad Plougastell en 1974 et le bagad Adarre en 1992.

## Productions artistiques

### Répertoire
Le répertoire breton interprété par la kevrenn est composé de marches (Bale Kadoudal, Bale Roazhon, Bale Noyal, Bale Guemene), de danses (gavotte Me'zo ur Serjant Major arrangée par P.Y. Moign, Gavotenn Uhelgoad), de gwerzioù (mélodies vannetaises An hini a garan, Marv Pontkalleg) et mélodies (An Durzhunel, An enez c'hlas). Selon Bernard Lacroix, les sonneurs n'avaient pas une réelle démarche de collectage et d'apprentissage au contact des anciens telle que la tradition orale le pratiquait : « A vrai dire, on avait pratiquement pas de rapports avec les anciens sonneurs. Il n’y en avait pas par ici, et on ne se déplaçait pas où il y en avait encore. On apprenait tous les airs traditionnels sur des revues, sur des cahiers. Quelques-uns s’intéressaient à cette question de la tradition, mais la majorité, non. Ils étaient contents de jouer en groupe, ils sonnaient ce qui était au programme, c’était tout. ».
Sous la direction de Bernard Lacroix, Ar Flamm bénéficie de ses arrangements et compositions, comme Porzh Keralioù. Les sonneurs sont sensibles aux influences d'outre-Manche en interprétant des morceaux originaires d'Écosse comme Luskell va bag (Berce ma barque), Ar Galv (L'Appel) ou The Gairloc'h (des airs recueillis spécialement pour le bagad par les sonneurs du Red Hackle Pipe Band). Sur son album, le bagad réalise une suite du nouvel an, y intégrant l'air gallois Noz Kalanna, ainsi que Dalc'h sonj (Souviens-toi) aux consonances celtiques.

### Albums

#### 45 tours
- 1958 : Son ar yaouankiz (Barclay 76045)
- 1958 : Labousig ar c'hoat (DMF 166315)
- Porzh Keralioù (Iroise 1787)[20]
- De la Bretagne au France (Mouez Breiz) participation avec le titre France appareille

#### Compilations
- 2011 : Que ma Bretagne est belle... (Rdm Édition) titres : album entier Gwir Vretoned
- 2011 : Multitubes Celtique (Wagram) titre : Gwir Vretoned (Vrais Bretons)
- 2012 : 100 tubes Celtique (Wagram) titres : Bloavez Mat / Nok Kalanna

### Costumes et spectacles
Initialement, les musiciens étaient en habit scout de routiers. En 1957, le tailleur brestois Pierre Vetel leur réalise un costume bleu-ciel, porté pour la pose de la première pierre de la nouvelle mairie de Brest, place de la Liberté. En 1966, le costume est rénové par Yann Potin qui s'inspire du costume de mariage léonard.
Le bagad réalise régulièrement des prestations communes avec le cercle celtique Bleunioù Sivi de Plougastel,. Le bagad participe au Festival international des cornemuses place du château à Brest, jusqu'à ce qu'il devienne le Festival interceltique de Lorient en 1971. Afin de bien savoir marcher, le bagad s'entraînait à défiler dans la grande cour de leur local. Il est sollicité à l'étranger en 1966 : à Brême et Kiel en Allemagne, à la télévision néerlandaise, à Dublin pour le 50e anniversaire de l'insurrection de Pâques 1916. 